# Miloš Klimek
Miloš Klimek (20 maggio 1924 – 5 novembre 1982) è stato un calciatore cecoslovacco, di ruolo attaccante.

## Carriera

### Nazionale
Esordisce in Nazionale il 14 settembre 1946, andando anche in gol contro la Svizzera (3-2). Termina la sua esperienza internazionale con 5 presenze e 2 gol tra il 1946 e il 1949.